# Стівен Сіннот
Стівен Сіннот (англ. Stephen P. Synnott) — американський астроном, вчений програми «Вояджер», який відкрив декілька супутників Юпітера, Сатурна, Урана та Нептуна.
Він відкрив Метіду, Пак, Ларису (повторно), Крессиду, Протей та Тебу.
На його честь названо астероїд 6154 Стівсиннотт.